# Cogent Communications

Ehemaliges Cogent-Logo

Cogent Communications ist ein US-amerikanischer international agierender Internetdienstanbieter. Cogent verfügt über eine physische Netzwerklänge von über 200.000 Kilometern und eine Netzwerkkapazität von 648 Tbps. Cogent bietet Colocation, IP-Transit und Layer 2 Transport an. Cogent betreibt ein Tier-1 Netz und nach AS-Cone das drittgrößte Netzwerk weltweit.

## Peering Streitigkeiten
In der Geschichte von Cogents gab es immer wieder Zwischenfälle, wo der Traffic zwischen Cogent und einem anderen Internetdienstleister aufgrund depeerings nur langsam oder gar nicht ausgetauscht werden konnte.

### Cogent v. Hurricane Electric
Zwischen Cogent und Hurricane Electric (HE) gibt es kein Peering, da Cogent sich weigert, mit HE, dem (laut eigenen Angaben) größten IPv6 Netzwerk weltweit zu peeren. Aus diesem Grund können IPv6 Pakete nicht zwischen den beiden Netzen ausgetauscht werden. IPv4 Pakete können trotzdem zwischen beiden Netzwerken ausgetauscht werden, da HE nur ein Tier 1 Provider für IPv6, nicht aber für IPv4 ist. Der IPv4 Datenverkehr zwischen den beiden Netzwerken wird über Arelion (AS1299) geroutet.

### Cogent v. Deutsche Telekom
Im Dezember 2015 verklagte Cogent die Deutsche Telekom, weil diese sich geweigert hat, das Peering mit Cogent zu erweitern. Zwischen Cogent und der Telekom gab es damals nur 30 Gbps (20 Gbps in Frankfurt a. M. und 10 Gbps in Ashburn, VA, USA) an Peeringkapazität welche, laut Cogent, dauerhaft ausgelastet war.

### Cogent v. NTT
Im Februar 2024 hat Cogent NTT in Europa depeert. Dadurch musste der Datenaustausch zwischen Cogent und NTT in den USA erfolgen, wodurch sich die Latenz und Packetloss zwischen beiden Netzwerken drastisch erhöht hat. Als Grund nannte Cogent, dass NTT sich geweigert habe, weitere peerings mit Cogent in Asien aufzusetzen.

### Cogent v. Tata Communications
Im Mai 2024 hat Cogent Tata Communications teilweise in Asien depeert. Dadurch wurde der Datenaustausch zwischen Cogent und einigen Tata Downstreams unmöglich. Hauptsächlich davon betroffen waren kleinere Indische Netze und Internetprovider, welche nur Tata als Upstream hatten und deswegen Cogent nicht mehr erreichen konnten. Als Grund dafür nannte Cogent, dass auch Tata sich geweigert habe, weitere Peerings in Asien mit Cogent aufzusetzen.
Im Juni 2024 wurde das Problem behoben.